# Bregaglia
Bregaglia (Reto-Romaans: Bergiaglia; Lombardisch: Bargaja of Bragaja; Duits (verouderd): Bergell) is een Zwitserse gemeente in het district Maloja dat behoort tot het kanton Graubünden.

## Geschiedenis
Bregaglia is een fusie gemeente die in 2010 is ontstaan uit de voormalige gemeenten Bondo, Castasegna, Soglio, Stampa en Vicosoprano.

## Bevolking
Bregaglia heeft 1.564 inwoners waarvan de meeste Italiaans spreken, daarna wordt er ook het meeste Duits gesproken en er wordt het minst Reto-Romaans gesproken.

## Wapen
Het wapen van Bregaglia is overgenomen uit de kreis Bergell, de blazoenering luidt als volgt:
In Silber auf schwarzem schildfuss im zinnenschnitt aufrecht schreitender schwarzer Steinbock, rot bewehrt

## Geografie
Bregaglia heeft een oppervlakte van 251.45 km² en grenst aan de buurgemeenten Avers, Chiesa in Valmalenco (IT), Novate Mezzola (IT), Piuro (IT), Sils im Engadin/Segl en Surses.